# Lumnezia
Lumnezia – miejscowość i gmina w Szwajcarii, w kantonie Gryzonia, w regionie Surselva. Powstała 1 stycznia 2013 w wyniku połączenia gmin Cumbel, Degen, Lumbrein, Morissen, Suraua, Vignogn, Vella i Vrin.

## Demografia
W Lumnezii mieszka 2029 osób. W 2020 roku 6,6% populacji gminy stanowiły osoby urodzone poza Szwajcarią. 